# Heinz Josef Klaßen
Heinz Josef Klaßen (* 1936 in Meppen) ist ein deutscher Fotograf und Maler.

## Leben
Klaßen studierte von 1957 bis 1963 an der Kunsthochschule Mainz Kunsterziehung und Philosophie auf Lehramt. Von 1966 bis 2000 war er Gymnasiallehrer an der Alfred-Krupp-Schule in Essen.
Seit 1970 betätigt Klaßen sich kontinuierlich künstlerisch im Bereich des Fotorealismus. Als Motiv dient überwiegend der Alltag des Ruhrgebiets:  Straßenszenen, Reklame, Schaufenster, Nachtszenen, Bahnübergänge, Brachen, Tankstellen. Nach 2001 entstanden auch Holzskulpturen.
Bereits in den 70er-Jahren arbeitete Klaßen mit dem zu dieser Zeit in der Kunst noch verpönten Farbpositiv (Dia). Seit 2015 widmet er sich auch der digitalen Rekonstruktion seiner Dias mithilfe seiner Malereien, an denen er sich für die Farbrekonstruktion orientiert.
2019 wurde ein Vorlass von 300 seiner Diapositive vom Fotoarchiv des Ruhr Museums übernommen.

## Ausstellungen
- 1973: Iduna Versicherungshaus, Duisburg
- 2020: Heinz-Josef Klaßen – Fotorealist, Fotograf, Bildhauer. Cubus Kunsthalle, Duisburg
- 2020: Die weite Stadt. Ruhr Museum, Essen
- 2022: Damals in Venedig. Farbfotografien von 1976. Cubus Kunsthalle, Duisburg[3]
- 2023:  Vom Tanken und Leben im Ruhrgebiet. Cubus Kunsthalle, Duisburg[4]